# Сологуб Олександр Іванович
Сологуб Олександр Іванович (20 листопада 1787 — 16 квітня 1843) — дійсний статський радник, церемоніймейстер, колекціонер творів мистецтва в Російській імперії із роду Сологубів.

## Життєпис
Син генерал-майора графа Яна Сологуба (1747–1812) від шлюбу з Наталею Наришкіною (1761–1819). Навчався в пансіоні абата Ніколя. Будучи спадкоємцем великого стану і племінником Д. Наришкіна, Сологуб користувався заступництвом М. Наришкіної і досить швидко зробив успішну кар'єру при дворі. У 1808 він був уже камер-юнкером.
З 1810 жив у Москві, де «затишно і витончено» влаштував свій будинок. У 1812 році брав участь в Московському ополченні, перебував при московському головнокомандуючому графі Федорі Ростопчині і був свідком вбивства Верещагіна. Після пожежі в Москві, що знищила все його майно і цінну бібліотеку, Сологуб переселився до Петербурга, де в чині колезького асесора служив чиновником з особливих доручень при Міністерстві фінансів. З 25 травня 1826 — церемоніймейстер двору і дійсний статський радник. У 1833 вийшов у відставку.
За відгуком сучасників, Сологуб був дуже примітною в своєму роді людиною. В молодості перший красень (ввів до моди синій плащ на червоному оксамиті), він був завсідником усіх публічних зборів і аристократичних салонів, де співав приємним голосом і чудово танцював мазурку. Серед його знайомих був Пушкін, Вяземський, Тургенєв і Жуковський. Свій петербурзький будинок на Дворцовій наб., 20 він тримав на широку ногу. He будучи художником, любив живопис і в Парижі зібрав цінну картинну галерею.
Без всяких претензій на державний або вищий розум граф Сологуб, за свідченням барона М. Корфа, був людиною приємною і освіченою. Провівши все своє життя при дворі і у вищому суспільстві, він був старшиною усіх петербурзьких левів і корифеєм місцевого товариства гомосексуалів. До самої смерті він мав претензії на молодість, що уявлялося вкрай смішним, тим більше, що до них приєднувалися різні кокетливі кривляння і жіночні кривляння, що виходили з його фізичних смаків. Як все їдкі гостроти, що з'являються на публіці, приписувалися князю А. С. Меншикову, так і всі гомосексуальні анекдоти завжди складалися на графа Сологуба. Розкішним життям, божевільними витратами, поїздками закордон Сологуб роз змарнував своє багатство і помер в 1843 майже в бідності. Похований на Смоленському лютеранському цвинтарі.

## Родина

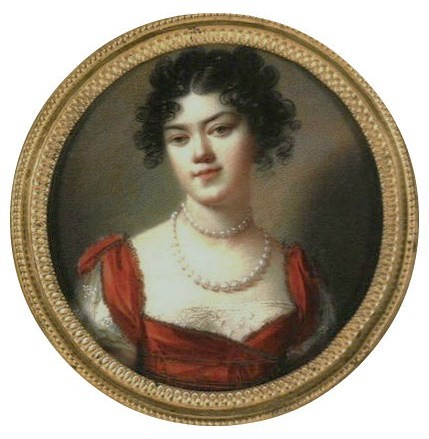
Софія Архарова (1810)

Дружина (з 1810) — Софія Архарова (13.03.1791 — 30.07.1854), старша донька московського військового губернатора Івана Архарова і відомої петербурзької барині Катерини Римської-Корсакової. За спогадами Є. Янькової, була дуже негарна собою, нетовариська і мала якийсь зневажливий вираз обличчя, що не дуже до неї розташовувало.
При цьому була розумна і володіла твердим характером, її манери були холодними, а природа позбавлена жіночності і ніжності. Вона в усьому була повною протилежністю чоловікові і була головою в домі. Глибина і оригінальність її суджень, блискуча дотепність робили графиню цікавою співбесідницею, її добре знав Олександр І і часто відвідував, любив наодинці з нею розмовляти. Разом з чоловіком входила до петербурзького оточення Пушкіна і була частою гостею салону Є. Карамзиної. Її сімейне життя через нахили чоловіка склалося нещасливо. Овдовівши, переїхала до Москви, де користувалася загальною любов'ю і повагою в суспільстві. Похована на цвинтарі Донського монастиря. Діти:
- Катерина (24.02.1811[6] — ?)
- Лев Олександрович (1812–1852), дипломат, секретар російського посольства у Відні.
- Володимир Олександрович (1813–1882), письменник.
- Наталія (12.01.1815[7] — 04.05.1815), хрещена 14 січня 1815 в Ісааківському соборі, хрещениця князя Г. С. Голіцина і бабусі графині Н. Сологуб.